# Aristotelia calastomella
Aristotelia calastomella — вид лускокрилих комах з родини виїмчастокрилі молі (Gelechiidae).

## Поширення
Вид зафіксований в Угорщині, Україні та Росії, а також на Кіпрі.

## Спосіб життя
Середовище існування складається з луків із кормовими рослинами Glycyrrhiza glabra та Limonium gmelini.